# Stejari (okręg Gorj)
Stejari – wieś w Rumunii, w okręgu Gorj, w gminie Stejari. W 2011 roku liczyła 698 mieszkańców.